# 中臣阿毘古
中臣 阿毘古（なかとみ の あびこ）は、古墳時代の豪族・中臣氏の一人。

## 概要
中臣音穂の子で、子に中臣真人がいるとされる。中臣阿麻毘舎卿の孫。